# Colymbetes paykulli
Colymbetes paykulli là một loài bọ cánh cứng trong họ Bọ nước. Loài này được Erichson miêu tả khoa học năm 1837.

## Hình ảnh

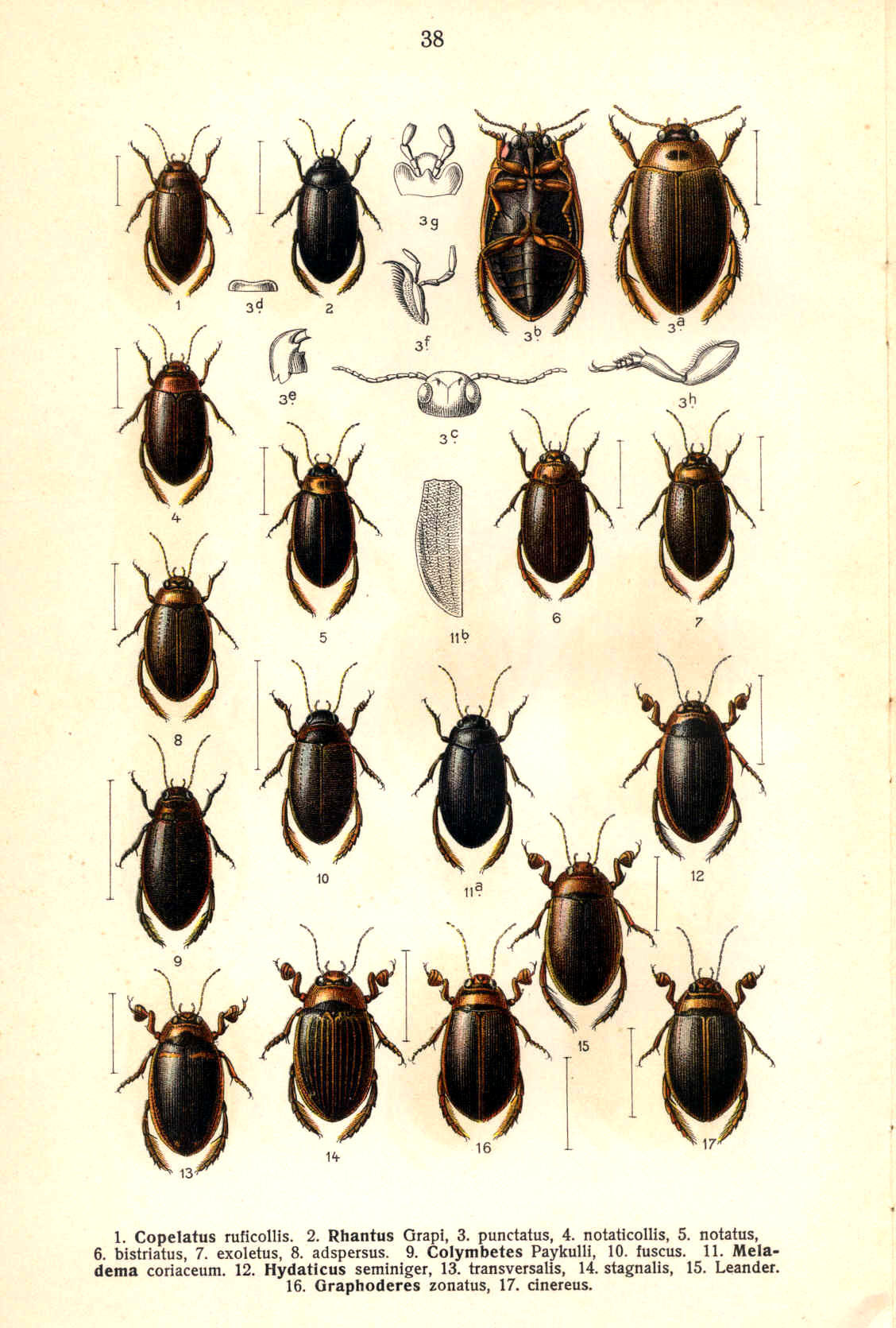
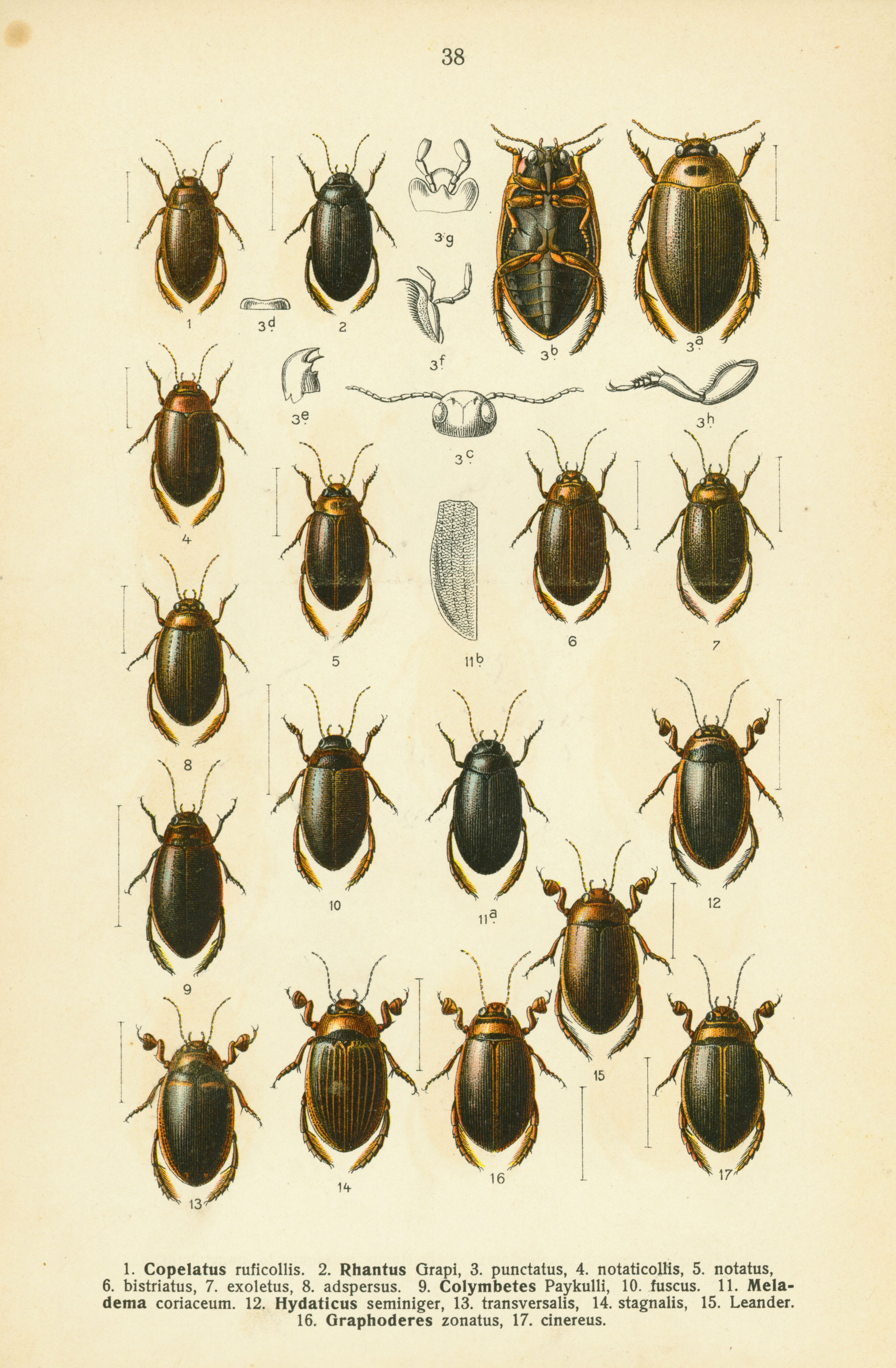